# 小型跑車

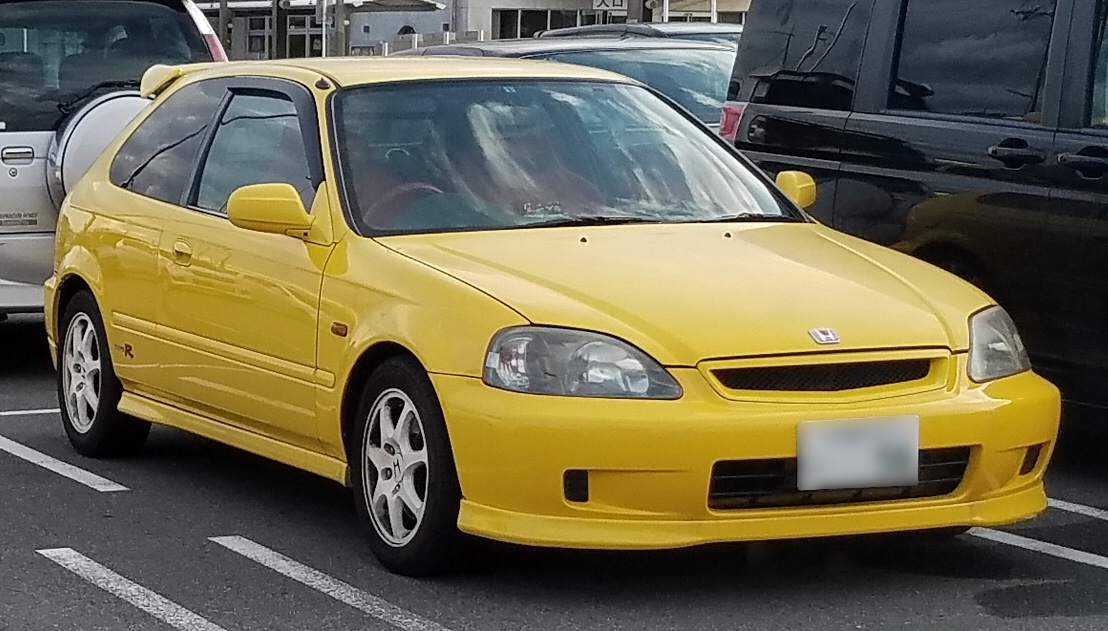
本田思域 Type R

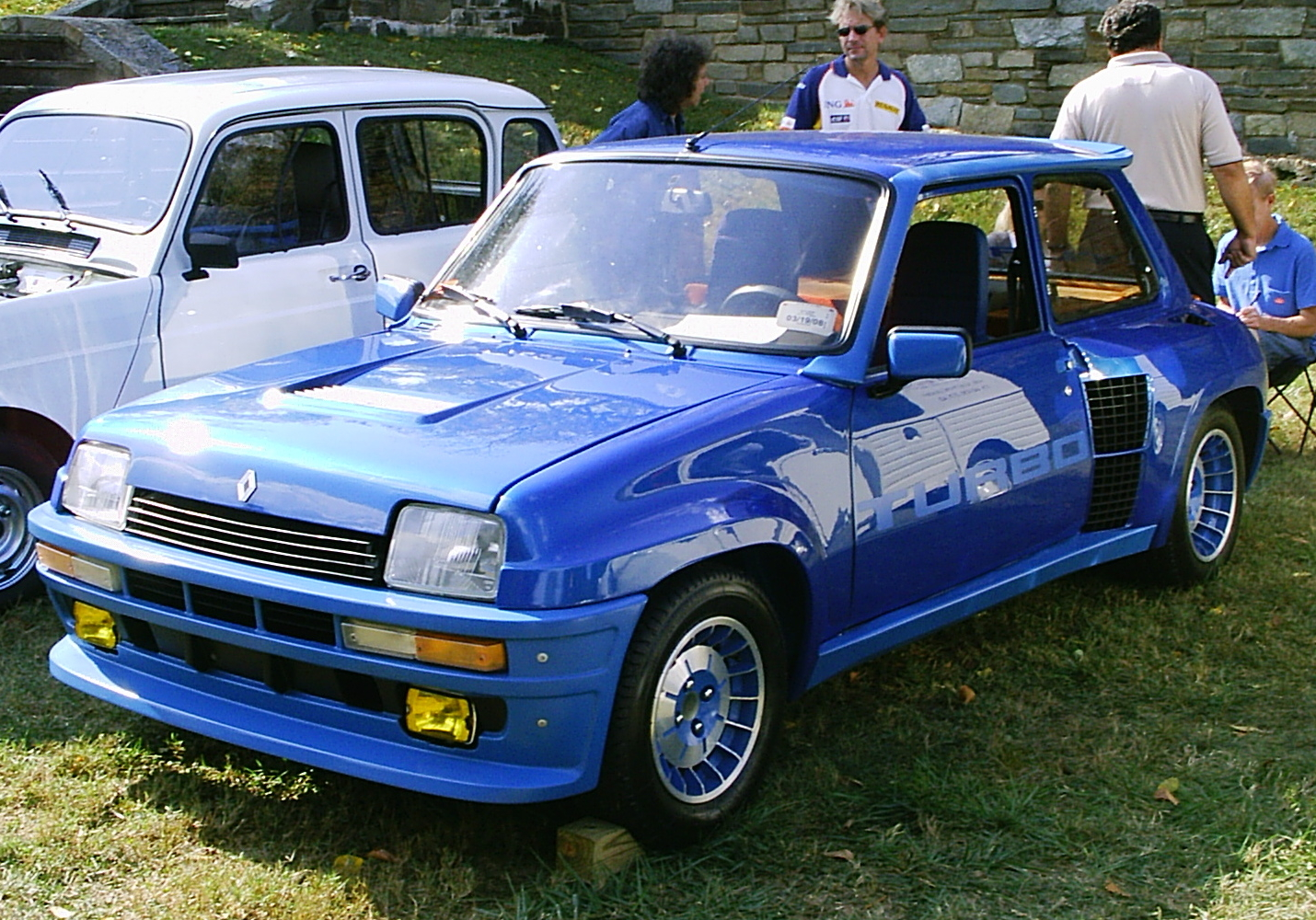
雷諾5 Turbo

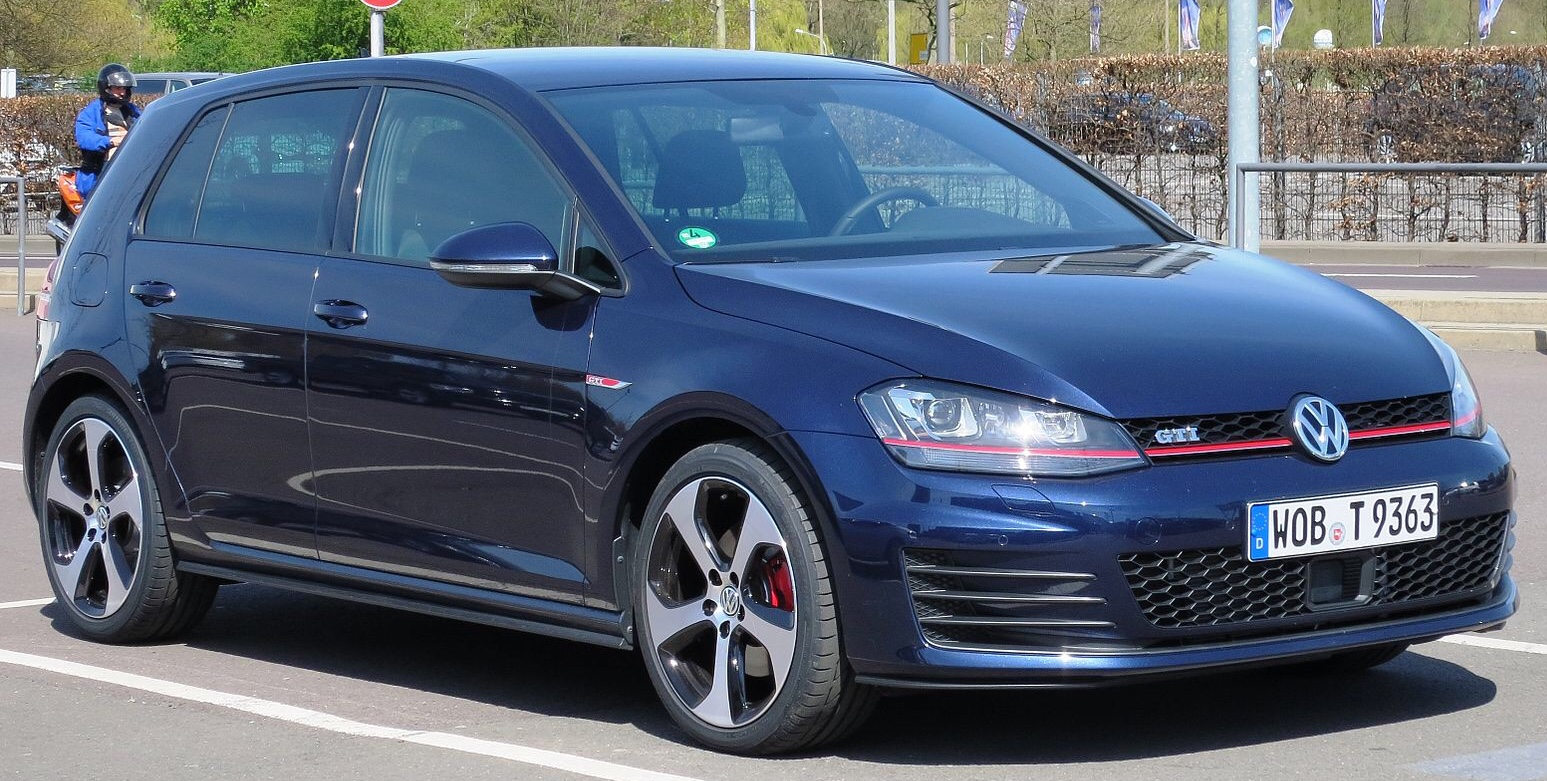
大眾高爾夫GTI

小型跑車（Hot hatch－英式英文、Sport compact－美式英文），Sport compact亦稱小跑車或輕跑車，是指在跑車中體型與排氣量較小的車款，價格也很親民。其中採用掀背車造型者亦常被稱為小鋼砲或簡稱鋼砲，也是相對於上文所說的Hot hatch或的意思。但在字面上中文的小型跑車的英文是Budget sports car或Small sports cars，但在英文本無此分類，有的只是超跑Super cars和普通的跑車Sports cars之分。

## 分類和歷史

### 小跑車定義與分類
首先跑車的本意是指高性能轎車，但又常狹意地指雙座位的純種跑車，而小型跑車便是跑車中較小的車型。
- Small sports car中文所說的小型跑車，本意就是構造和外觀上類似典型的超跑，但速度較慢、單價較低、尺寸較小的小型純種跑車，即僅有兩個座位屬於單廂式佈局。而因為本來功率有限而輪距較短，所以較少用狹小空間的後座2+2佈局。

- Sport compact或現在所說的Hot hatch，直譯作小型車的跑車版本。外觀和構造和普通小型車無異屬於二廂式佈局，具體車款指的卻是;多為掀背車改良高性能轎車sports sedan、sports saloon，中文鋼砲指外形如炮彈般低風阻。因為其擁有較寬敞的內部空間，後座也乘坐舒適，所以實用性較高所以較受歡迎，缺點是較缺乏競技色彩和炫耀價值，現時廠家為了提高其吸引力，而開發出種種改善外觀和性能的空氣動力學套件，車主也可能把其變成痛車以吸引人的注意。

- 市場取向 小型跑車不需要司機有駕駛高性能超跑或改裝車的巨額單價油粍和精湛駕駛技術，而成為熱愛駕駛並喜歡表現自己勇氣的廣大司機們的最佳選擇，在香港小型跑車還有飛仔車這個諧虐性的綽號。小型純種跑車本意，除了獨身者外是作為中產階級或以上收入者的第二輛汽車，主要用來開快車取樂奢侈品而非代步的交通工具，而車主甚至不一定買不起超級跑車，但駕馭小型純種跑車所需要的技術較低，反而成為一般喜愛駕駛的人首選。相對小型車跑車版，可以作為車主唯一的一輛車仍然可以享受開快車的駕駛樂趣，市場本意較純種小型跑車的對象收入低一級的下層中產或上層草根適合，事實這類車的母車系知名度較高，很較易買到手和零件常見便於維護的的優點，也成為不少較富裕的愛好駕駛人士選擇。

## 特性
不同於重視動力輸出的中檔跑車和超級跑車，小型跑車主要是以駕駛樂趣作為賣點。相較車價昂貴的超跑，小跑車多將排氣量降至2000 c.c.以下，不但負擔稅金降低，售價也可平價化，易於量產，同時油耗也較低，是一般民眾多可負擔的車款。不過也因為排氣量較小，動力自然較受限，極速表現多無法像中檔跑車和超級跑車般優秀，雖然動力不驚人，但仍需達到每公升可輸出80 hp以上的馬力，也因為尺碼不大，車重也較輕，馬力重量比多不超過7 kg/hp，加速表現和操控性不見得亞於其他排氣量較大的跑車。

### 特色
典型的小型跑車多擁有以下九個特質:
- 加速快捷且油門反應輕巧
- 過彎穩定且轉向靈活度高
- 人車介面設計專注於操駕優先
- 可讓駕駛輕鬆控制容易上手
- 車身重心改變時造成的車身動態變化小
- 路感忠實傳達有人車一體之感
- 底盤控制足以應付動力輸出
- 安全設計如循跡系統輔助足夠
- 整體給人單純而好開的印象等。

## 開發型態
小型跑車的開發主要有兩種趨勢，即從前文所說小型的純種跑車，或把小型車改成高性能轎車。

### 獨立開發

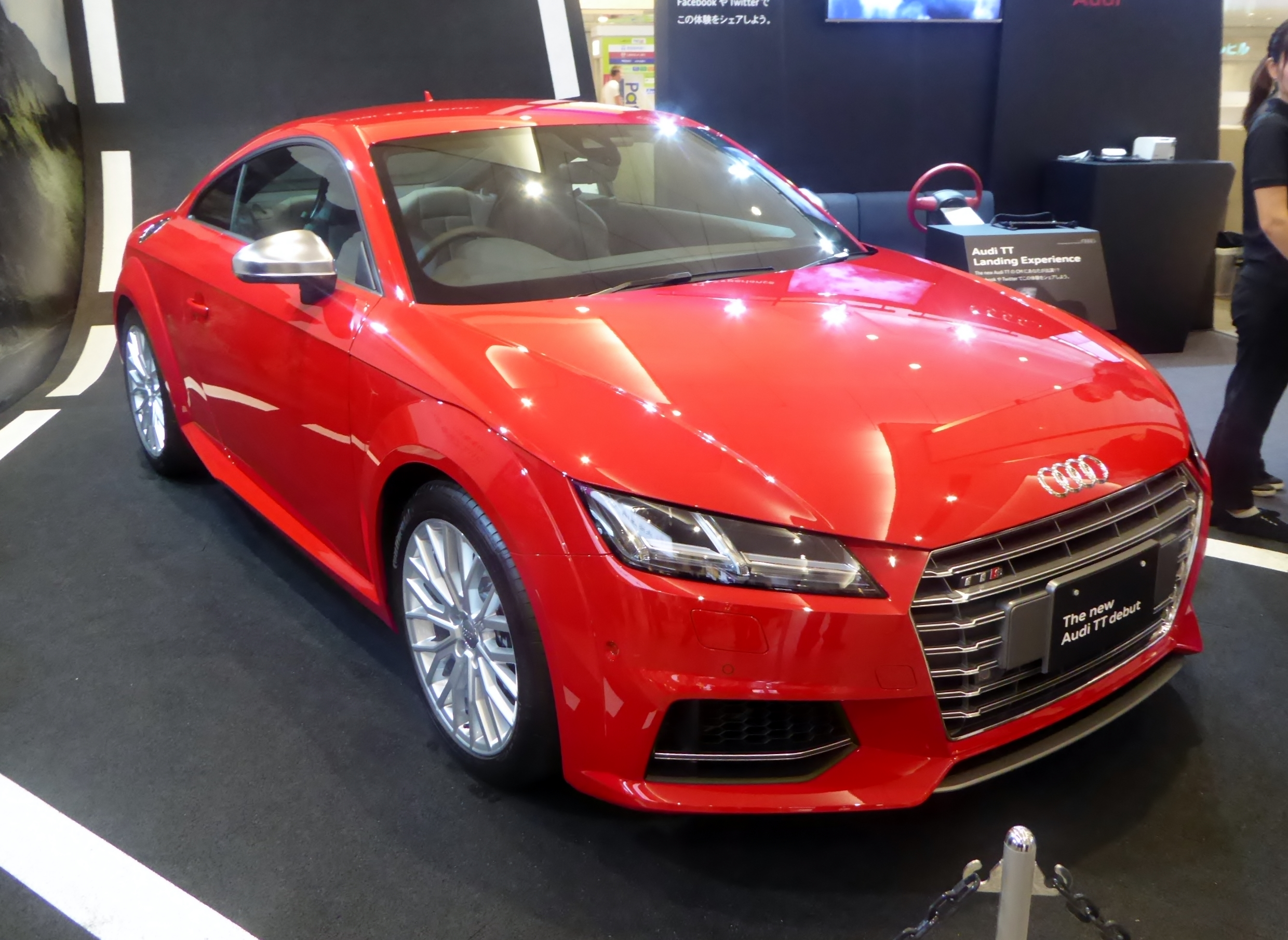
奥迪TT

較傳統的做法便是和超級跑車等純種跑車相似，是直接針對該車進行設計應當簡單地稱作sports cars，通常只兩個座位如圖的奥迪TT，就算真的安裝後座也只可以做2+2而不是真正的四座佈局。故這種作法設計出來的車款比較有正統跑車應具的條件，外型和構造都以操控性為首要目摽，所以會有比較好的性能，引擎不需過度提升動力即可有優異的表現。但這種作法整體成本也較高，一旦銷售不理想會造成廠商虧損，歷史上許多停產的小跑車即是此原因。此外因為本身設計就較重視操控性，舒適性往往會較差，事實很多這類車是雙座位來減少重量和車長。另一問題是如果在加工精緻和設計上巧妙輕量化，盡量發揮本來發揮較低功率的發動機，達到中檔跑車的直路速度和加速性，但價格和將與大功率的典型中檔甚至超級跑車相近，造成潛在的車主可能索性買一般高性能轎車。

### 底盤共用

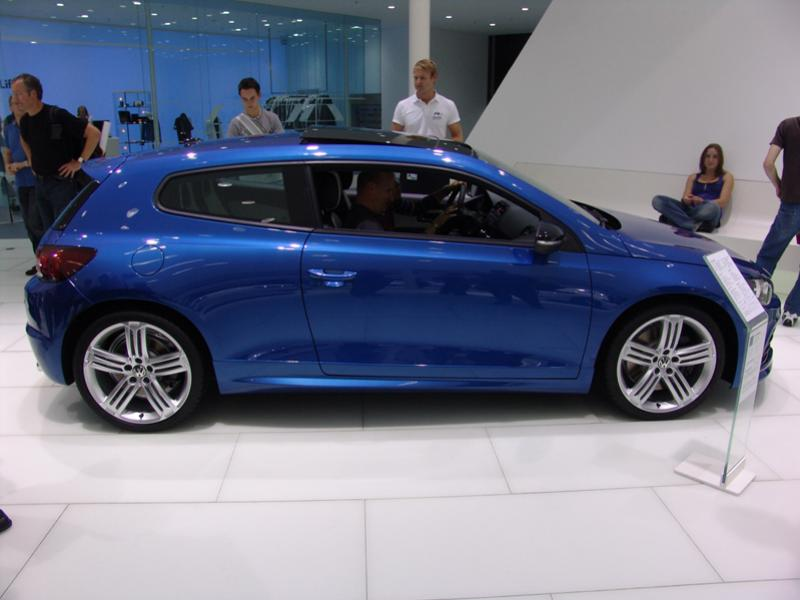
福斯Scirocco

現在的主流做法即Hot hatch和Sport compact字面的意思，以現有的小型房車(家庭用轎車或掀背車等)為基礎，保留底盤等主要結構，將外觀改成類似跑車的運動化外型，再提升引擎性能、懸吊系統和加裝空力套件等做法，藉此使其也能有優秀的操控性，即為底盤共用的例子之一，例如福士Scirocco。這種作法不但可減少開發成本，同時較不擔心銷售差造成虧損，而舒適性也因基礎設計是源於房車而較佳。但也是因難以徹底輕量化這原因沒辦法將性能發揮至極致也，只能靠大幅提升引擎性能來降低馬力重量比加強操控性。採用該模式開發的車款也常常被視為高性能轎車，這類車的先天問題是不能太過小，普通的鋼砲實際車重和一輛雙座的超跑相近而遠重於小型化的純種跑車，但又做成低功率的發動機較重的負擔，小排氣量而高功率的發動機普及化後才成為事實。

### 折衷做法
折衷的做法是共用底盤但開發一個新的的車架給小型跑車，日本的小型跑車經常採用本法如豐田Celica，可肯定要縮小行李廂，甚至後座的頭部空間將有多少縮小。但對於十分小的底盤就需要改成雙座了，如MG汽車在迷你底盤上安裝一個低風阻低重心的車架的純種小型跑車Midget，後來還有本田Beat和S660。即使單價和粍油雖然很低，但始終用途很狹隘反而多半被買來當第二輛車用，所以市場潛力不大。

## 代表車款

### 已停產
- 凱旋TR2
- 保時捷356
- 保時捷912
- 保時捷911T(該車系生產過最低價的版本)
- Honda S2000 (敞篷車)
- Nissan Silvia（日语：日産・シルビア）
- Toyota MR-2
- 豐田AE86
- Honda Integra（日语：ホンダ・インテグラ）
- Honda Prelude（日语：ホンダ・プレリュード）
- 蓮花7系
- 三菱Lancer Evolution
- MG Midget
- MG MGB（英语：MG MGB）
- MG F/TF（英语：MG F/MG TF）

### 現行車款

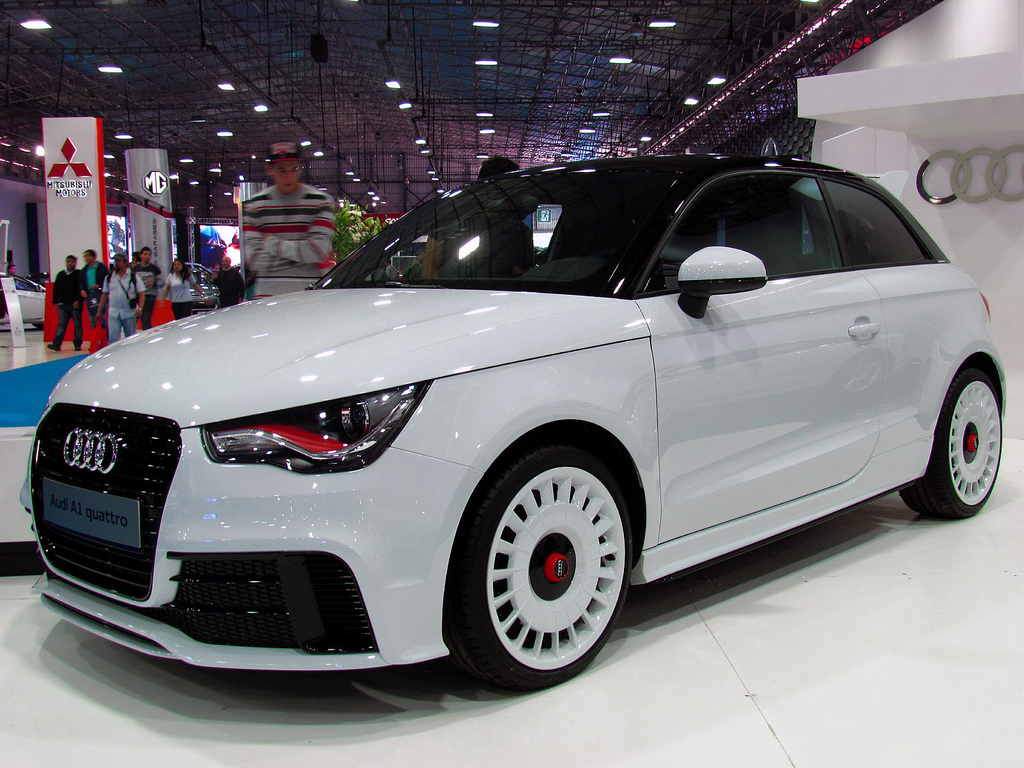
Audi A1 Sport
- Audi 奧迪S3
- 奧迪TT
- BMW M135i
- Ford Fiesta ST
- Ford Focus ST
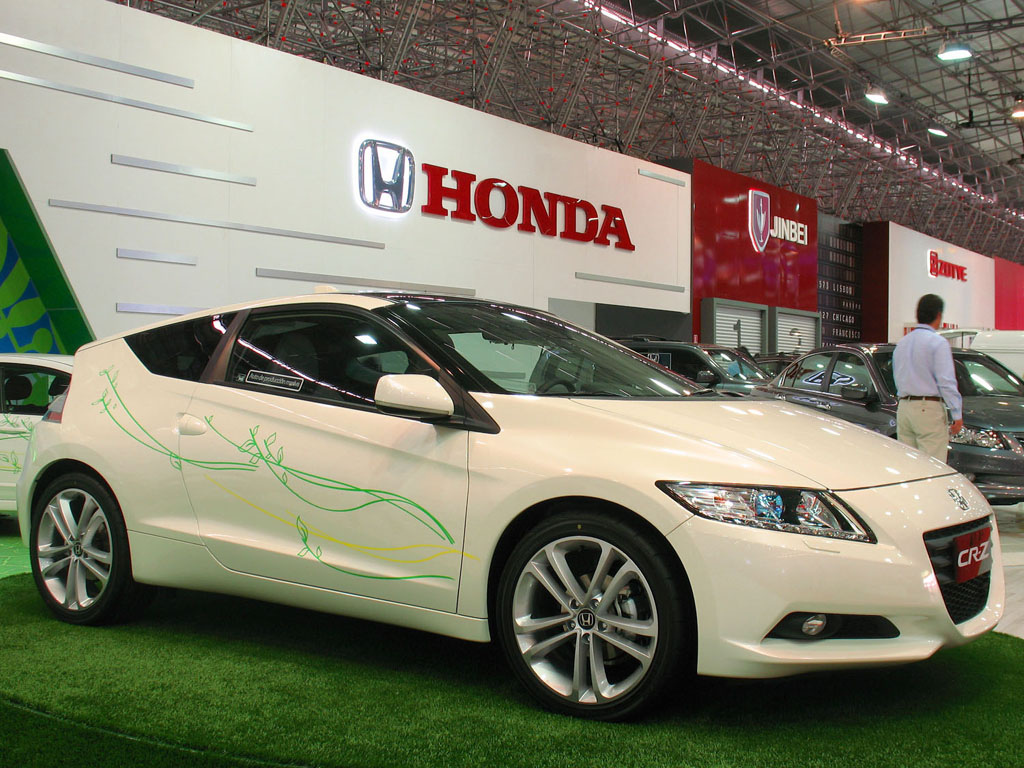
Honda CR-Z（日语：ホンダ・CR-Z）
- Honda Civic Type R
- Hyundai Veloster Turbo
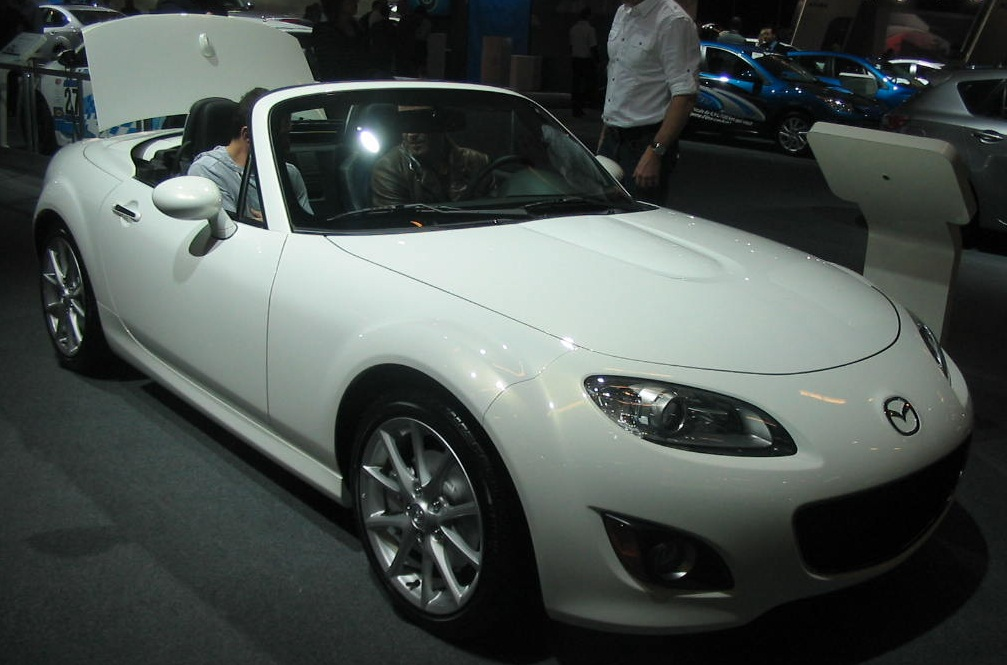
Mazda MX-5 (敞篷車)
- Mercedes-Benz A45 AMG
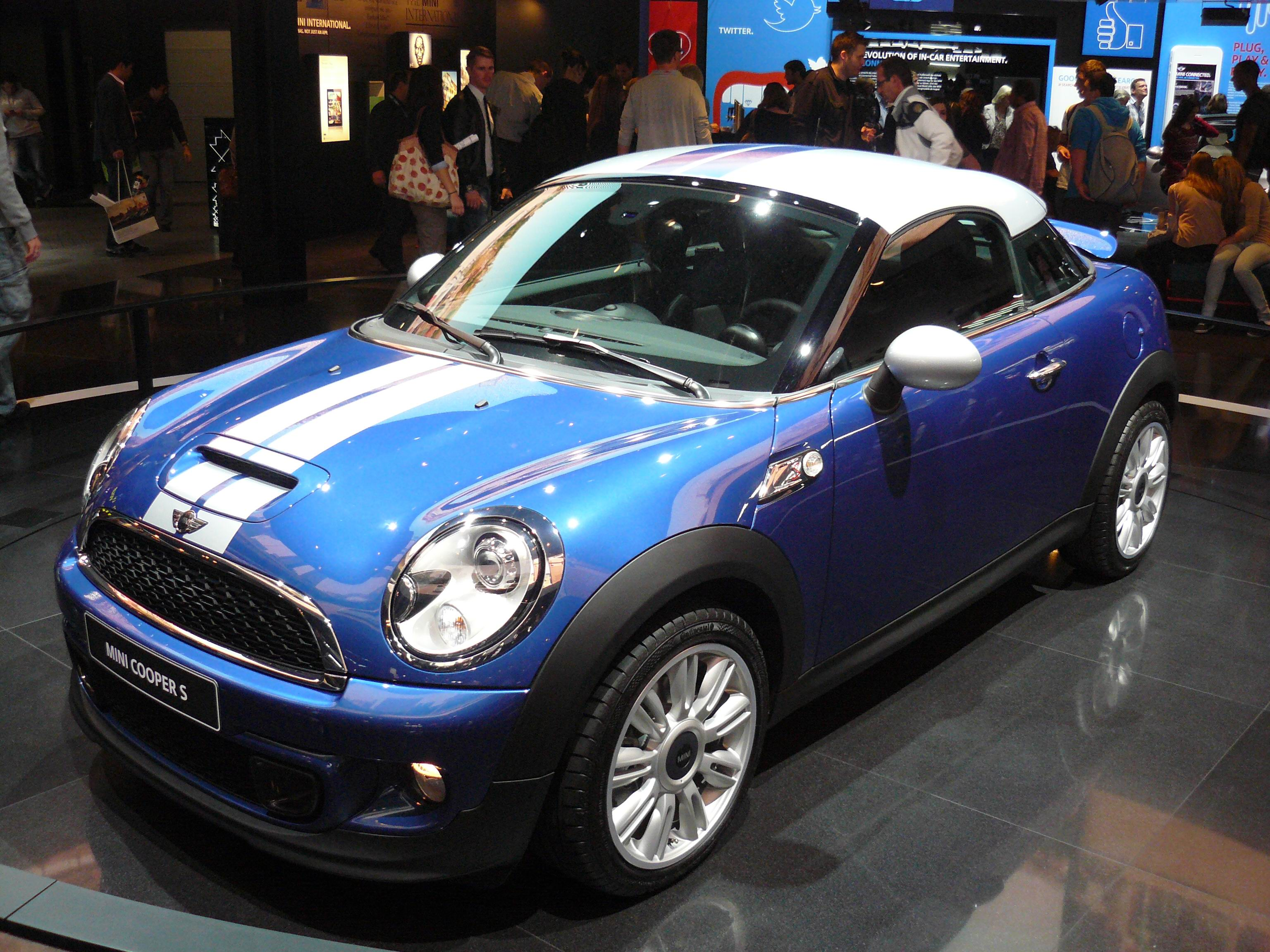
Mercedes-Benz SLK-Class (敞篷車)
- Mini Cooper S Coupe
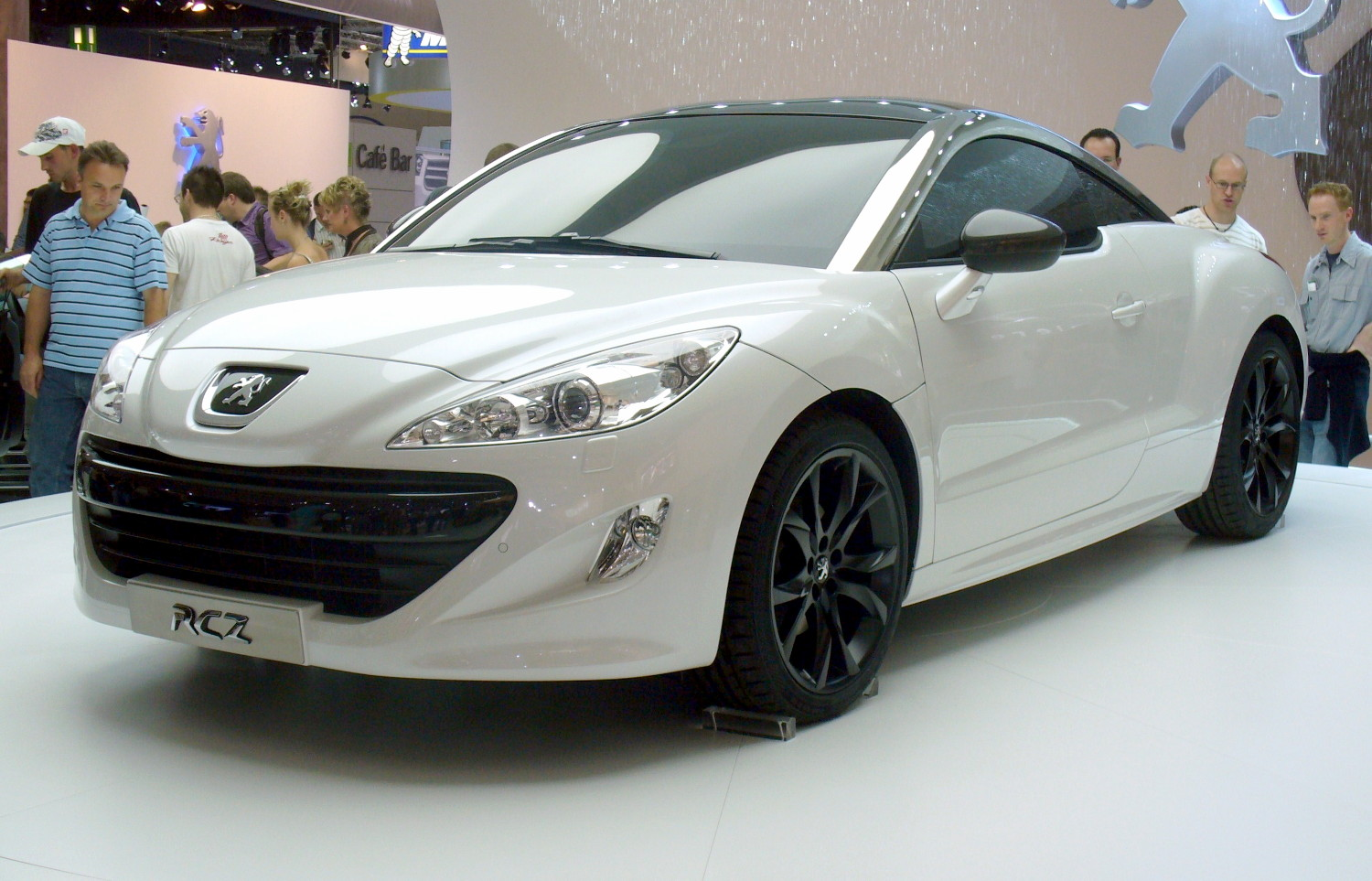
Peugeot RCZ (敞篷車)
- Renault Megane Rs
- Renault Clio RS
- Scion FR-S
- Subaru BRZ
- Toyota 86
- Volkswagen Scirocco R
- Volkswagen Golf GTI
- Volvo C30 R-Design

- 奧迪A1 Quattro
- 本田CR-Z（日语：ホンダ・CR-Z）
- 馬自達MX-5
- Mini Cooper S Coupe
- 寶獅RCZ